# 前田昌保
前田 昌保（まえだ まさやす、1914年3月10日 - 生没不明）は、日本のバスケットボール選手・指導者。1936年ベルリンオリンピックに出場。1956年メルボルン、1960年ローマの2大会でオリンピック日本代表チームのコーチを務めた。

## 経歴・人物
立教大学に入学。1933年から1936年にかけてバスケットボール部主将を務めた。1934年には第10回極東選手権競技大会（マニラ）に出場した。
1936年、立教大学経済学部商学科を卒業。1936年ベルリンオリンピックに出場した。
第二次世界大戦後は立教大学でバスケットボールの指導に当たるとともに、1956年メルボルンオリンピック、1960年ローマオリンピックで日本代表チームのコーチを務めた。
1951年時点で東邦ワラパルプ（現在の東邦特殊パルプ）取締役社長。ローマオリンピック当時も東邦ワラパルプ所属とある。